# Eine-Straße-Museum
Koordinaten: 50° 27′ 43″ N, 30° 31′ 3″ O
Das Eine-Straße-Museum (ukrainisch Музей однієї вулиці/ Musej odnijeji wulyzi) ist ein Heimatmuseum im historischen Stadtviertel Podil der ukrainischen Hauptstadt Kiew.
Das 1991 eröffnete Museum befindet sich am Andreassteig Nr. 2b und stellt in über 5000 Exponaten (Gemälde, Fotos und andere Dinge) von der Antike bis zur Gegenwart die Geschichte des Andreassteiges, seiner Gebäude und seiner berühmten Bewohner dar. 2002 wurde es, als bisher einziges Museum der Ukraine, vom Europäischen Museumsforum für den Preis des Europäischen Museum des Jahres nominiert.

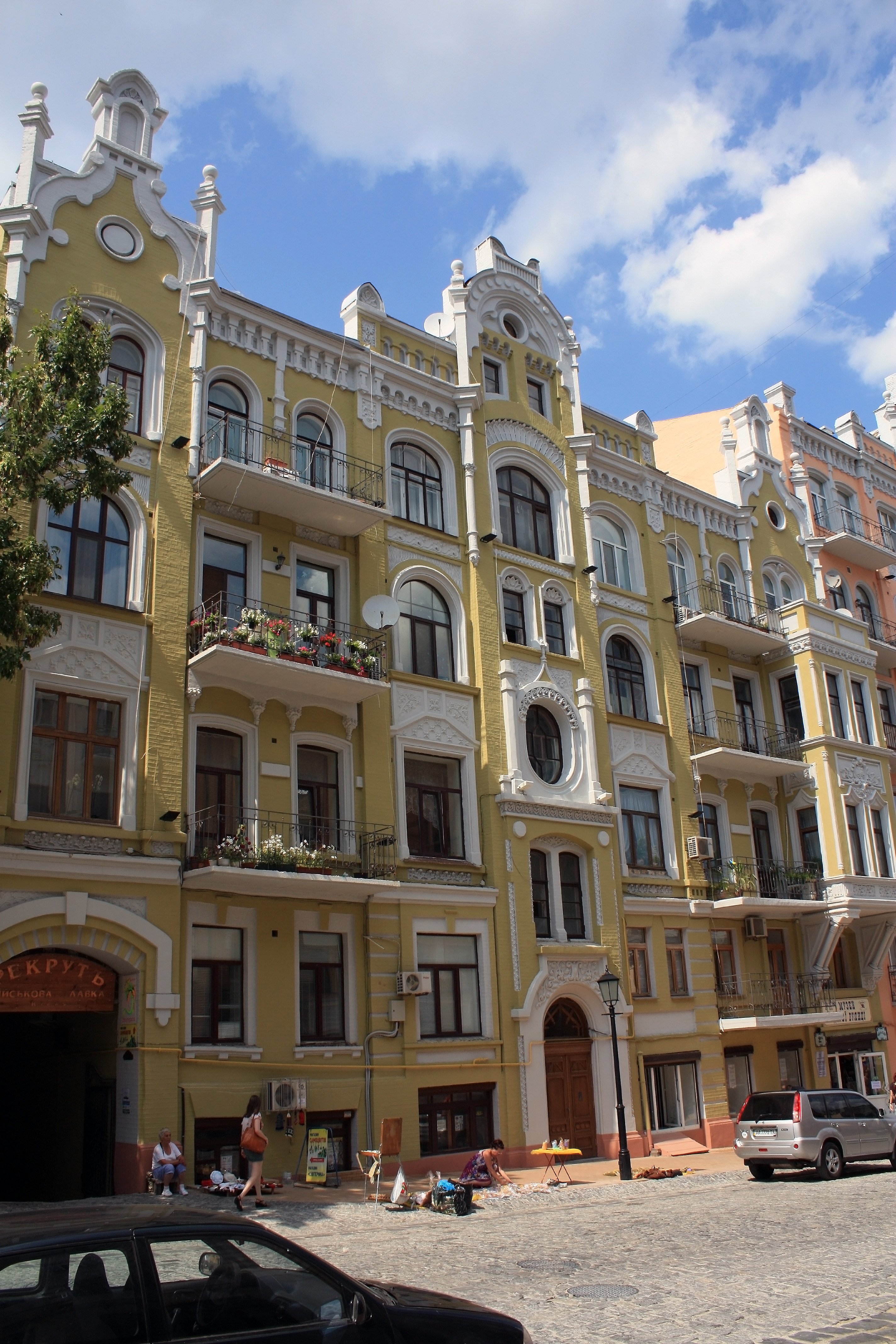
Andreassteig 2b mit dem „Eine-Straße-Museum“

Geöffnet ist das Museum täglich (außer montags) von 12 bis 18 Uhr.